# الحرب البيزنطية الساسانية 572–591
دارت الحرب البيزنطية الساسانية بين عامي 572-591 (بالإنجليزية: Byzantine-Sasanian War of 591 – 572)‏ بين الإمبراطورية الساسانية في بلاد فارس والإمبراطورية الرومانية الشرقية، والتي أطلق عليها المؤرخون المعاصرون اسم الإمبراطورية البيزنطية. اندلعت هذه الحرب إثر نهوض ثورات موالية للبيزنطيين في منطقة القوقاز التابعة للإمبراطورية الفارسية، رغم وجود أحداث أخرى ساهمت أيضًا في اندلاع هذه الحرب. اشتدّ القتال بشكل رئيسي في جنوب القوقاز وبلاد ما بين النهرين رغم أنه امتد أيضًا إلى شرق الأناضول وسوريا وشمال إيران. شكّلت الحرب جزءًا من سلسلة حروب عنيفة بين هاتين الإمبراطوريتين ترأست غالبية أحداث القرن السادس وأوائل القرن السابع. واعتُبرت أيضًا آخر الحروب العديدة التي دارت بينهما التي اتّبعت نمطًا خاصًا اقتصر فيه القتال بشكل رئيسي على المقاطعات الحدودية إذ لم يحقق أي من الطرفين احتلال دائم لأراضي الخصم خارج هذه المنطقة الحدودية. فاقت أهميتها الحرب النهائية واسعة النطاق (الحرب الساسانية-البيزنطية 602 – 628) التي حدثت في أوائل القرن السابع.

## اندلاع الحرب
بعد أقل من عقد بعد إبرام معاهدة السلام عام 562، تصاعدت التوترات في جميع نقاط التقاطع بين مجالي نفوذ الإمبراطوريتين، كذلك الأمر في السابق عندما اندلعت الحرب عام 520. بين عامي 568-569، شارك البيزنطيون في مفاوضات لا جدوى منها مع غوكتورك (الأتراك السماويون) للتحالف ضد بلاد فارس؛ في عام 570، غزا الساسانيين اليمن في سلسلة من الحروب الحبشية الفارسية، وطردوا الحلفاء البيزنطيين من مملكة أكسوم واستعادوا مملكة حِمير كولاية موالية لهم؛ وفي عامي 570 و 571، شنّ الموالون العرب من الساسانيين المناِذرة غارات على الأراضي البيزنطية، رغم أنهم هُزموا في كلتا الحالتين على يد الغساسنة الموالين للإمبراطورية البيزنطية; وفي عام 570، توصّل البيزنطيون إلى اتفاق سري لدعم تمرد الأرمن ضد الساسانيين والذي بدأ عام 571، الذي صحبه تمرد آخر في أيبيريا (مملكة الجورجيين). في وقت مبكر من عام 572، هزم الأرمن تحت حكم فاردان الثاني ماميكوني الحكم الفارسي على أرمينيا واستولوا على مقره في مدينة دفين؛ لكن سرعان ما أعاد الفُرس المدينة ولكن بعد ذلك بقليل تم الاستيلاء عليها مرة أخرى من قِبَل القوات الأرمينية والبيزنطية المتحالفة وبذلك بدأت الصراعات والقتالات المباشرة بين البيزنطيين والفرس. على الرغم من الثورات المتكررة التي حدثت في القرن الخامس، ظل الأرمن، خلال حروب القرن السادس السابقة، موالين إلى حد كبير لحلفائهم الساسانيين، على عكس جيرانهم المسيحيين في أيبيريا ولازيكا. وبانضمام أرمينيا وأيبيريا ولازيكا والبيزنطيين في تحالف مشترك للشعوب المسيحية في المنطقة، قام الأرمن بتحويل ميزان القوى بشكل كبير في منطقة القوقاز، ما ساعد القوات البيزنطية في دفع الحرب إلى أعماق الأراضي الفارسية أكثر مما سبق: وطوال فترة الحرب، تمكنت القوات البيزنطية من غزو ألبانيا (أذربيجان حاليًا) وقضاء فصل الشتاء هناك بالكامل.

## سقوط دارا
في بلاد ما بين النهرين، بدأت الحرب على نحو مأساوي بالنسبة للبيزنطيين. بعد انتصار سارغارثون عام 573، حاصروا مدينة نصيبين ويبدو أنهم كانوا قريبين من الاستيلاء عليها باعتبارها الحصن الرئيسي للدفاعات الحدودية الفارسية عندما طُرِدَ الجنرال مارسيان ما أدّى إلى انسحاب مفاجئ. بالاستفادة من الارتباك البيزنطي، قامت القوات الساسانية بقيادة كسرى الأول (531-579) بشنّ هجوم مضاد وحاصروا مدينة دارا ثم استولوا عليها بعد حصار دام أربعة أشهر. وفي الوقت ذاته، قام جيش فارسي أصغر بقيادة أدرماهان بتدمير مدينة أفاميا السورية إلى جانب عدد من المدن الأخرى. ولم يتم طردهم خارج سوريا إلا بعد قتال بيزنطي عنيف بالقرب من مدينة أنطاكية. لجعل الأمور أسوأ، في عام 572 أمر الإمبراطور البيزنطي جستين الثاني (565-578) باغتيال ملك الغساسنة المنذر الثالث بن الحارث؛ ونتيجةً لمحاولة الاغتيال الفاشلة تلك، حلّ المنذر تحالفه مع البيزنطيين تاركًا حدودهما الصحراوية مكشوفة.
قيل أن سقوط دارا، المعقل البيزنطي الرئيسي في بلاد الرافدين، قد دفع جستين الثاني إلى الجنون، وبذلك انتقل حكم الإمبراطورية البيزنطية إلى زوجته صوفيا وتيبريوس الثاني. وقد وافق الحُكام الجُدد على دفع 45 ألف صوليدوس مقابل هدنة مدتها سنة واحدة، ثم مُددت هذه الفترة بعد ذلك إلى خمس سنوات وتم تأمينها بدفع 30 ألف صوليدوس سنويًا. لم تُطبق هذه الهدنة إلا على جبهة بلاد الرافدين؛ في حين أن الحرب استمرت في منطقة القوقاز.

## حملة كسرى الأول العسكرية الأخيرة
في عام 575، تمكّن البيزنطيون من تسوية خلافاتهم مع الغساسنة؛ أثمر هذا التجديد لتحالفهم بشكل جيد إذ استولى الغساسنة على العاصمة لخميد في مدينة الحيرة. في نفس العام، استغلت القوات البيزنطية الوضع المواتي في القوقاز للقيام بحملة على ألبانيا القوقازية وتأمين الرهائن من بطش القبائل الأصلية. في عام 576، حدد كسرى الأول ما كان ليشكل حملته الأخيرة وأحد أكثر طموحاته، وذلك بشنّ ضربة بعيدة المدى عبر القوقاز إلى الأناضول، إذ لم تدعم الجيوش الفارسية المنطقة منذ فترة سابور الأول (240–270). أحبطت محاولاته لمهاجمة مدينتي أرضروم وقيصيرية، ولكنه تمكن من الاستيلاء على مدينة سيواس قبل انسحاب قواته. في طريق العودة إلى وطنه، تمت مهاجمته وهزيمته بشدة بالقرب من مدينة ملطية على يد جستنيان قائد الجنود في الجبهة الشرقية؛ إذ قام بنهب مدينة ملطية التي لم يدافع عنها أثناء فرارهم، وبالتالي تكبد جيشه المزيد من الخسائر الفادحة عندما عبروا نهر الفرات في ظل هجوم بيزنطي آخر. ويقال أن كسرى قد تعرض لهزة نفسية شديدة جراء هذا الإخفاق الذريع الأمر الذي أدى إلى تأسيس قانون يمنع أيًا من خلفاءه قيادة الجيش ما لم يكن ليواجهوا خصمًا آخر وبشكل رسمي منه شخصيًا. استغل البيزنطيون توتر حالة الفُرس من خلال مهاجمتهم ألبانيا وأذربيجان القوقازية، وشنهم غارات عبر بحر قزوين ضد شمال إيران وتغلغلهم داخل الأراضي الفارسية حتى صيف عام 577. أقام كسرى دعوى من أجل السلام، لكن انتصار قواته بقيادة الجنرال تامكوسرو في أرمينيا على خصمه الأخير جستنيان كان عاملًا مهمًا في عودة عزيمته للاستمرار بالحرب.